# Пятрас Вайчунас
Пя́трас Вайчю́нас (лит. Petras Vaičiūnas; 11 липня 1890, Пілякальняй, нині Йонавський район Литви — 7 червня 1959, Вільнюс) — литовський поет і драматург, перекладач. Дядько поетеси Юдіти Вайчюнайте.

## Біографія
Навчався у Вількомірі, Ковно, Петрограді. В Петрограді зблизився з театральною студією Юозаса Вайчкуса, для якої написав перші п'єси «Pražydo nuvytusios gėlės» (1916) і «Aukos» (1917).
Після повернення в незалежну Литву в 1920 році, став адміністратором і підскарбієм театру в Каунасі. Перекладав з німецької, польської, російської, французької мови драматичні твори Кнута Гамсуна, Гауптмана, Генріка Ібсена, Моріса Метерлінка, Пшибишевського, Юліуша Словацького, Оскара Вайлда, Фрідріха Шиллера, понад тридцять п'єс.
В 1924 році на сцені Державного театру була поставлена його першая оригінальна п'єса. Після цього ледве не щорічно писав по п'єсі; всього написав двадцять п'єс, 16 із них було поставлено.
В перші роки радянської влади і під час Другої Світової війни був директором Бібліотеки Академії наук Литви. В 1945 році був звільнений.
В останні роки життя піддавався жорсткій критиці; публікація його творів була заборонена. Похований на цвинтарі Расу.

## Творчість
У більш ранніх збірках символістських поезій «Росяні промені» («Rasoti spinduliai», 1923), «Сонце, що сходить» («Tekanti saulė», 1925) і драм («Мій кубок») Вайчюнас висловлює песимістичні і вкрай індивідуалістичні настрої. В більш пізніх драмах Вайчюнас перейшов до реалістичного виявлення цих же настроїв (драми — «Безплідні зусилля», «Грішний янгол», «Порушений спокій», «Патріоти») і до зображення міського побуту.
Поетика його віршів традиційна. Постійна тема поезії — Вільнюс. Багато драм Вайчюнаса, відомі по ковенській сцені, не були видані. Вайчюнас також був найбільшим перекладачем на литовську мову художніх творів Заходу. Перекладав твори Моріса Метерлінка, Кнута Гамсуна, Фрідріха Шиллера, Генріка Ібсена, та інших. Його драми перекладені ідишем, латиською, польською, російською, чеською, естонською мовами, а також есперанто.

## Видання
- Mano taurė. Kaunas, 1920
- Rasoti spinduliai. Kaunas, 1923
- Tekanti saulė. Kaunas, 1925
- Gimtuoju vieškeliu. Kaunas, 1927
- Saulės lobis. Kaunas, 1935
- Tuščios pastangos. Kaunas, 1926
- Patriotai. Kaunas, 1927